# Carla Chiarelli
Carla Chiarelli (Milano, ...) è un'attrice italiana.

## Biografia
Tra la fine degli anni settanta e i primi anni ottanta esordisce sui palcoscenici di Milano col gruppo Oh Art (di cui è cofondatrice) e interpretando testi di Luigi Pirandello e Heinrich von Kleist per la regia di Massimo Castri. Nel 1980 si diploma alla Civica scuola di arte drammatica di Milano.
Negli anni ottanta viene diretta sul palcoscenico da Luca Coppola e Andrea Dosio al Teatro dell’Arco di Cagliari (di cui lei stessa cura la direzione artistica); lavora inoltre con Massimo Navone e Mario Martone, recitando con la compagnia Teatri Uniti per un anno.
Negli anni novanta recita in allestimenti diretti da Giampiero Solari, Cesare Lievi (con cui stringe un lungo sodalizio artistico), Sonia Antinori, Andrea Taddei.
Nel 1992 insieme col marito Fabrizio Parenti fonda il gruppo teatrale Quellicherestano presso il Teatro Vascello di Roma, che mette in scena, fra gli altri, testi di Herbert Achternbusch, Plauto, Alberto Moravia, Antonio Moresco e Natalia Ginzburg, sotto la regia di Werner Waas.
Dopo trenta anni di messe in scene teatrali del testo di Elio Pagliarani di cui Chiarelli è promotrice e protagonista, nel 2015 La ragazza Carla viene trasportato sullo schermo cinematografico per la regia di Alberto Saibene.
Parallelamente all'attività teatrale, a partire dai primi anni ottanta partecipa a lungometraggi di Silvio Soldini (la sua interpretazione nel film Giulia in ottobre, ruolo ritagliato su di lei dal regista, le fa guadagnare una segnalazione al Bellaria Film Festival), Donatello Alunni Pierucci, Giovanna Gagliardo, Dario D'Ambrosi e Francesca Archibugi.

## Teatro
- W,M o di alcuni tentativi di salare il sale e attraversare il muro, di Illy Lasà (1979)
- Così è se vi pare, di Luigi Pirandello, regia di Massimo Castri (1979)
- Caterinetta di Heilbronn, di Heinrich von Kleist, regia di Massimo Castri (1981)
- Iwona Principessa di Borgogna, di Witold Gombrowicz, regia di Massimo Navone (1982)
- Ubu re, di Alfred Jarry, regia di Massimo Navone (1983)
- Le trachinie, di Sofocle, regia di Massimo Castri (1983)
- La morte di Tiziano, di Hugo von Hofmannsthal, regia di Massimo Navone (1984)
- Rosso Texaco, di Mario Martone, regia di Mario Martone (1986)
- Ritorno ad Alphaville, di Antonio Fiore e Mario Martone, regia di Mario Martone (1986)
- Coltelli nel cuore, da Bertolt Brecht, regia di Mario Martone (1986)
- Il desiderio preso per la coda, di Pablo Picasso, regia di Mario Martone (1986)
- Dialogo, di Natalia Ginzburg, regia di Luca Coppola (1987)
- Tamburi nella notte, di Bertolt Brecht, regia di Giampiero Solari (1992)
- Pigmalione, di George Bernard Shaw, regia di Andrea Taddei (1994)
- Il sole dorme, di Sonia Antinori, regia di Sonia Antinori (1995)
- Il giorno delle parole degli altri, di Cesare Lievi, regia di Cesare Lievi (1999)
- Sulla strada maestra, di Anton Čechov, regia di Cesare Lievi (2000)
- Il dio Kurt, di Alberto Moravia, regia di Werner Waas (2000)
- The country di Martin Crimp, regia di Cesare Lievi (2002)
- Tempi d'amore- recital per più voci, di Cesare Lievi, regia di Cesare Lievi (2002)
- Dialogo/Il cormorano, di Natalia Ginzburg, regia di Werner Waas (2004)
- La ragazza Carla, di Elio Pagliarani, regia di Cristina Pezzoli (2005)
- Fotografia di una stanza, di Cesare Lievi, regia di Cesare Lievi (2005)
- Incanti e Disincanti, di Goffredo Parise, regia di Fabrizio Parenti (2009)
- Antigone, di Sofocle, regia di Federico Tiezzi (2018)

## Radio
- Inglese perfetto, naturalmente, regia di Sabrina Mancini - 35 puntate (2000)
- La Chunga, di Mario Vargas Llosa, regia di Monica Conti (2007)

## Filmografia

### Cinema

#### Cortometraggi
- Gli occhi aperti, regia di Angelo Ruta (1996)
- Reato di vita, regia di Elena Maggioni (2010)
- Tu che forse vedrai il sole, regia di Andrea Franchino (2021)

#### Lungometraggi
- Paesaggio con figure, regia di Silvio Soldini (1983)
- Giulia in ottobre, regia di Silvio Soldini (1985)
- Incidente di percorso, regia di Donatello Alunni Pierucci (1986)
- Antonio e Cleo, regia di Silvio Soldini, episodio del film Provvisorio quasi d'amore (1988)
- L'aria serena dell'ovest, regia di Silvio Soldini (1990)
- Le nuvole sotto il cuscino, regia di Fulvio Accialini (1991)
- Caldo soffocante, regia di Giovanna Gagliardo (1991)
- Perdiamoci di vista, regia di Carlo Verdone (1994)
- Cosa voglio di più, regia di Silvio Soldini (2010)
- L'uomo gallo, regia di Dario D'Ambrosi (2011)
- La ragazza Carla, regia di Alberto Saibene (2015)
- Gli sdraiati, regia di Francesca Archibugi (2017)

### Televisione
- Il sassofono, regia di Andrea Barzini - film TV (1991)
- Camera Café - serie TV, 4x291 (2003)
- Piloti - serie TV (2007)

### Serie web
- Gamers - Tutti pazzi per i videogiochi (2010-2013)